# Шендрень
Шендрень (рум. Șendreni, Шендрены) — село в Ниспоренском районе Молдавии. Наряду с селом Вэрзэрешть входит в состав коммуны Вэрзэрешть.

## География
Село расположено на высоте 248 метров над уровнем моря.

## Население
По данным переписи населения 2004 года, в селе Шендрень проживает 1428 человек (674 мужчины, 754 женщины).
Этнический состав села:
| Национальность | Число жителей | Процентный состав |
| -------------- | ------------- | ----------------- |
| молдаване      | 1388          | 97.2              |
| румыны         | 29            | 2.03              |
| русские        | 6             | 0.42              |
| украинцы       | 3             | 0.21              |
| прочие         | 2             | 0.14              |
| Всего          | 1428          | 100%              |